# Terrier (animal)
Pour les articles homonymes, voir Terrier.
Un terrier est creusé par les animaux fouisseurs terrestres ou aquatiques, respectivement dans la terre et les sédiments, pour y passer tout ou partie de leur vie, et pour y faire naître leurs petits, et les protéger et parfois pour hiberner. 

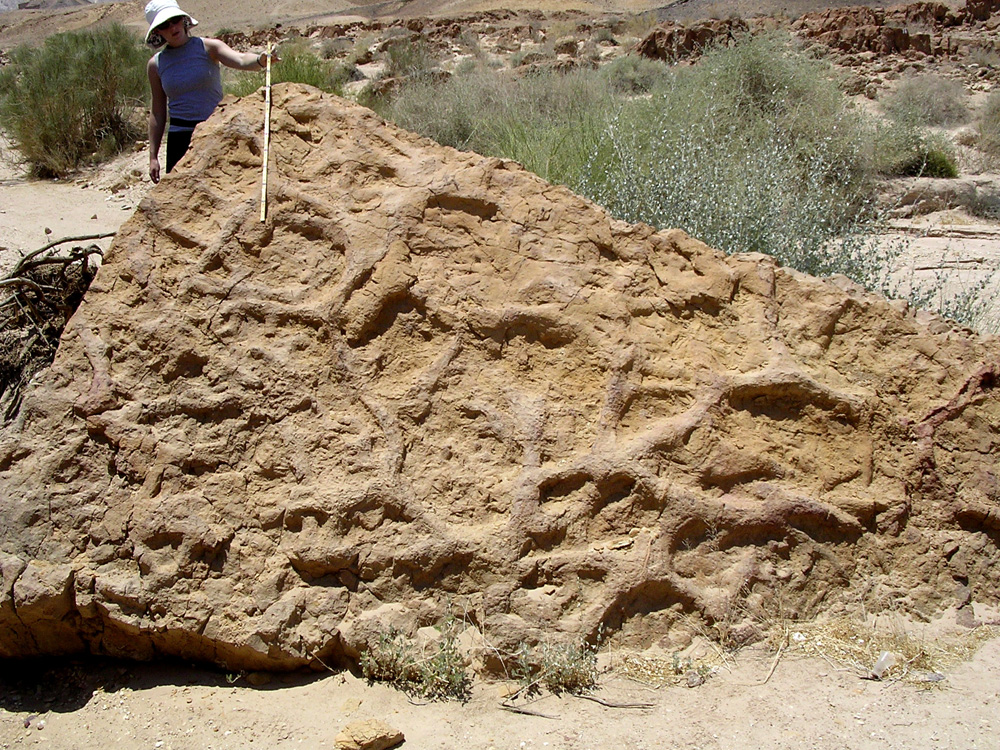
Galeries dans des sédiments fossilisés, creusées par des crustacés fouisseurs de l'époque Jurassique (Sud d'Israël).

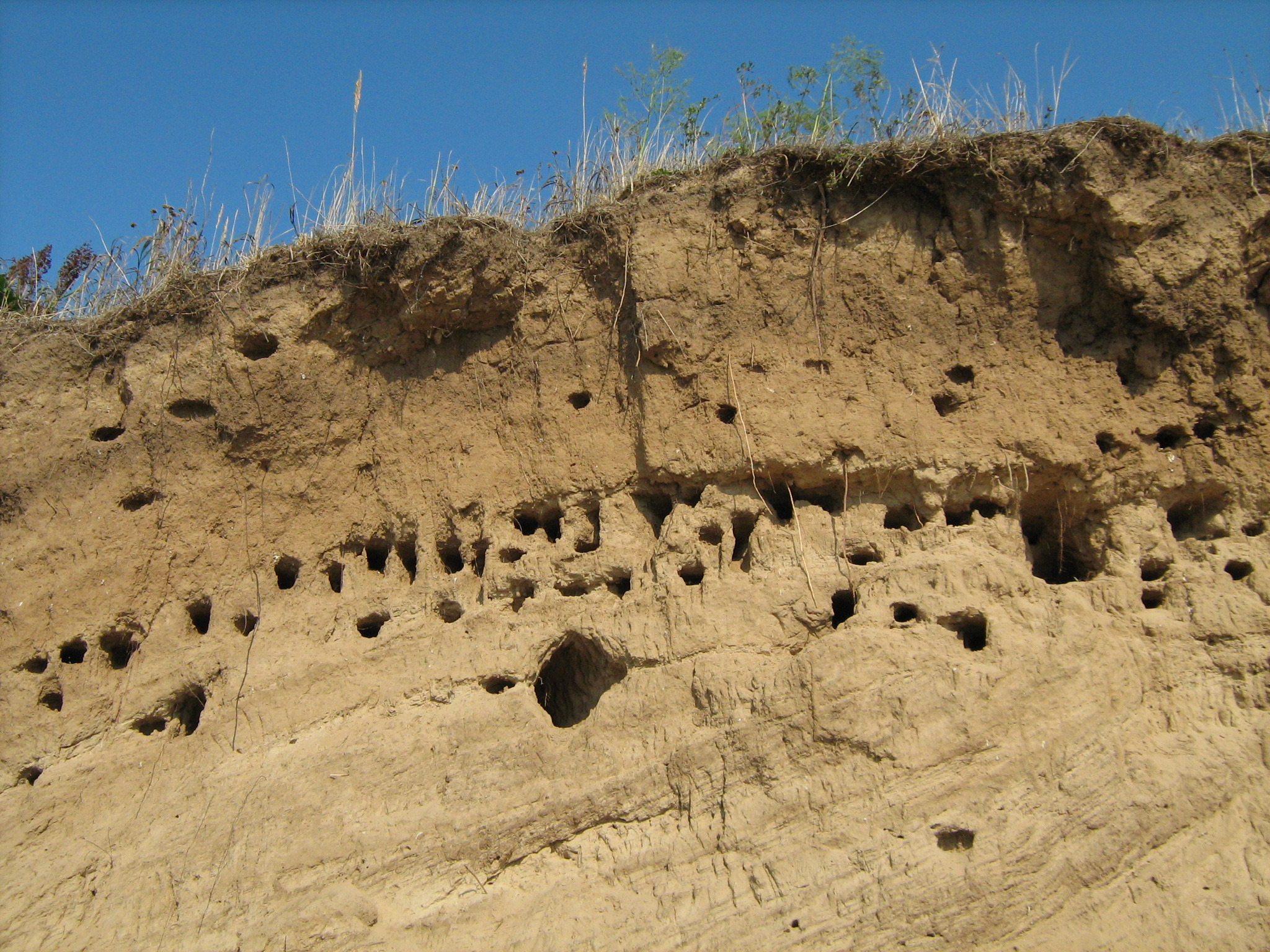
Terriers d'hirondelles de rivage sur les berges de la Volga près de Kstovo (Russie).

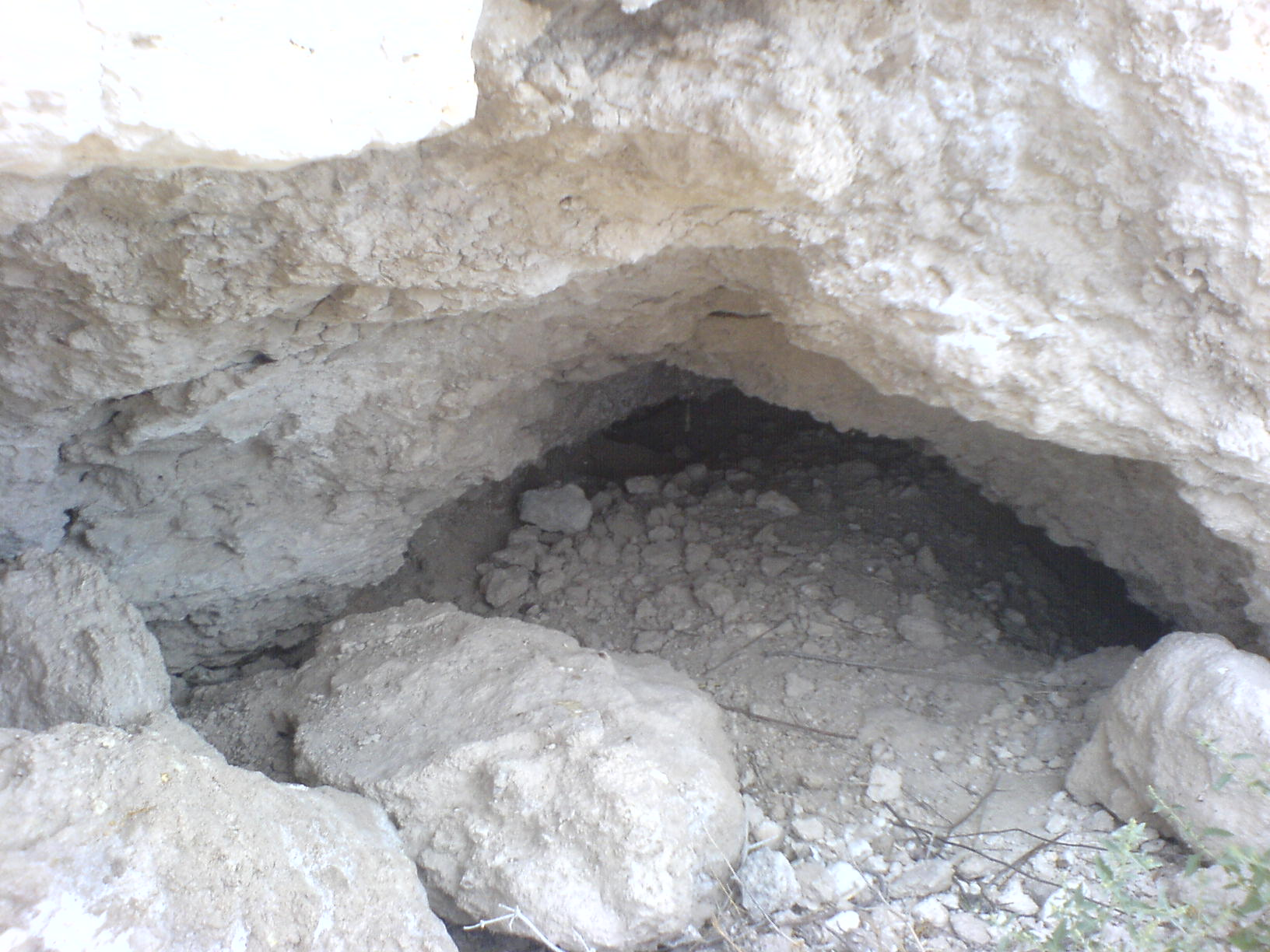
Entrée de terrier de lapin dans un substrat de roche tendre (Espagne).

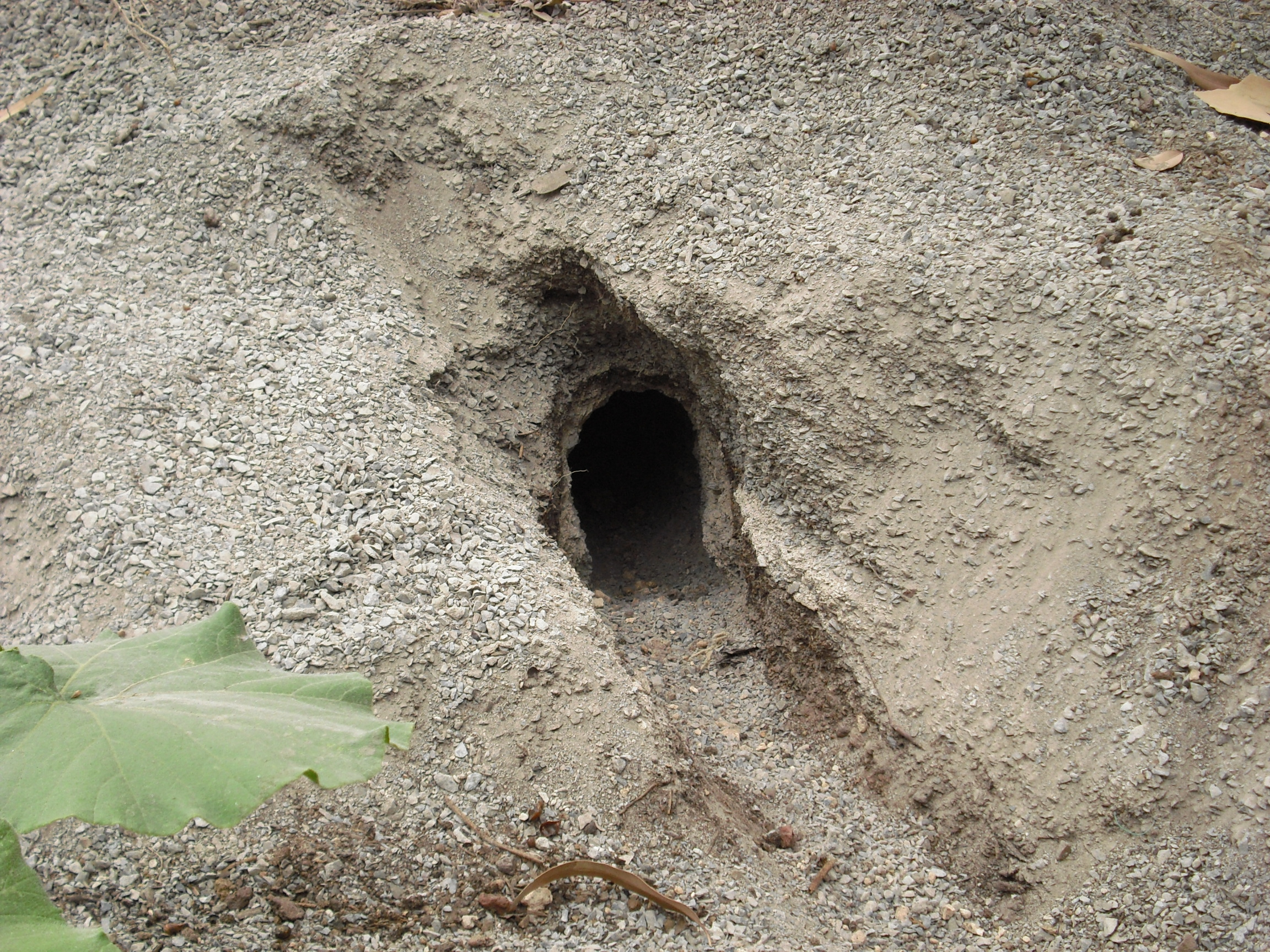
Entrée de terrier de lapin dans un talus caillouteux.

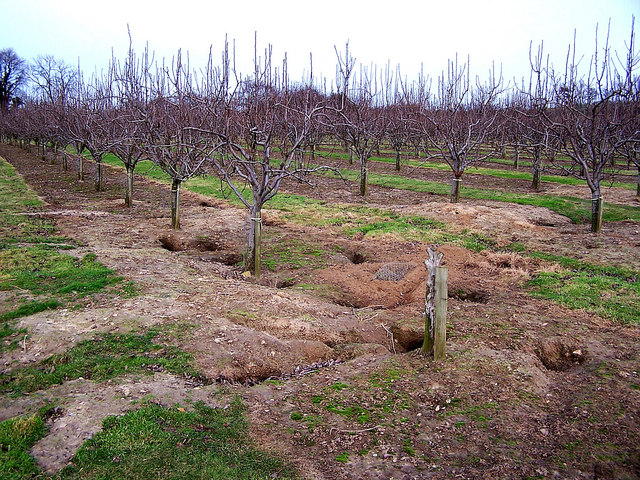
Terriers de lapins dans un verger.

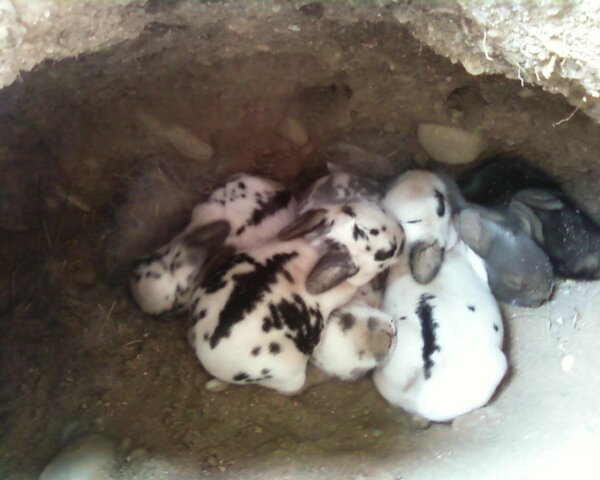
Lapereaux (d'origine domestique) dans un terrier (Campus de l'Université de Victoria à Victoria, Colombie-Britannique, Canada).

Une partie de la faune fouisseuse est ou a été considérée dans certaines circonstances comme « nuisible », mais on reconnait maintenant à ces organismes un rôle écologique important, voire majeur par le service écosystémique qu'elle rend, en termes d'aération, de micro-drainage, de cycle biogéochimique et de productivité du sol.

## Histoire
Comme le montrent de nombreux fossiles trouvés sur tous les continents, le fouissage est probablement un mode de vie et d'habitat très ancien sur terre comme dans les sédiments aquatiques. 
Il a présenté ou présente certains avantages contre la prédation ; dans certains cas particuliers, il a d'autres avantages : les taupes peuvent se nourrir de vers de terre grâce à un mode de vie souterrain impliquant également le fouissage dans les taupinières. 
Ce mode de vie préserve aussi l'animal des grands froids, de certains incendies (quand il ne meurt pas asphyxié) et des ultraviolets (probablement beaucoup plus intenses et agressifs quand la Terre n'était pas encore entourée d'une couche d'ozone), mais le rend vulnérable aux inondations et à certains parasites (puces et certains acariens qui peuvent pulluler dans certains terriers par exemple).

## Exemples de terriers

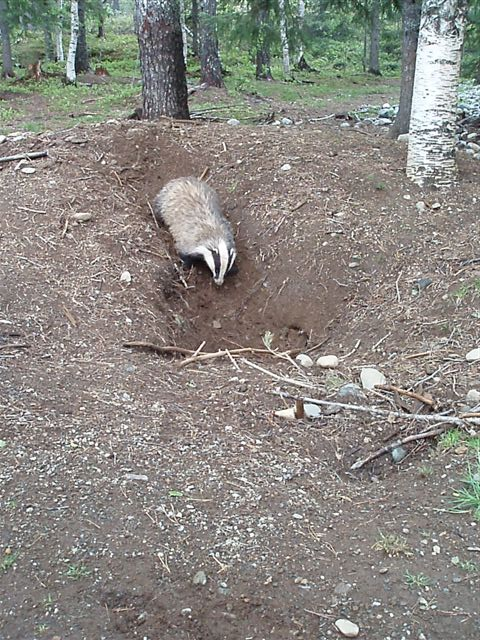
Terrier de blaireaux.

Les terriers sont par exemple creusés par :
- des mammifères (notamment mammifères insectivores tels que les taupes ou musaraignes, mais aussi des rongeurs (ex : marmottes, qui selon certaines estimations pourrait, pour un seul terrier d'un mètre cube environ, déplacer 320 kg de sol ou cailloux); Certains comme l'écureuil roux ne fouissent le sol que pour y manger les truffes (Elaphomyces granulatus surtout) et y enterrer leurs provisions de graines. Les blaireaux créent de véritables villages souterrains qu'ils peuvent habiter durant plusieurs siècles. Le lapin et d'autres Lagomorphes font un travail important de terrassement. Le plus grand animal fouisseur est probablement l'ours polaire quand il creuse sa tanière dans la neige et/ou le sol.
- certains amphibiens,
- certains reptiles
- certains oiseaux ; les oiseaux fouisseurs sont souvent dépendants de l'eau. Ils creusent généralement leur terrier dans du sable ou des matériaux assez faciles à creuser, dans de petites falaises ou berges. C'est le cas de l'Hirondelle de rivage, du macareux, du martin pêcheur et du guêpier par exemple, ou encore de certains pingouins et d'autres oiseaux pélagiques ; les Manchots de Magellan (Spheniscus magellanicus) creusent ainsi leurs terriers le long du littoral de Patagonie[2].
- certains invertébrés dont insectes (adulte et/ou larve), quelques groupes d'araignées (certaines mygales par exemple).

## Substrats creusés
La souris kangourou peut creuser du sable très fin. Certains animaux arrivent à creuser des substrats assez durs.

## Terriers et galeries
Ils varient d'un simple tube de quelques centimètres à des réseaux complexes de galeries creusés sur plusieurs kilomètres et mettant en communication jusqu'à plusieurs centaines de chambres comme celles du lapin de garenne. 